# سیدیدیم
سیدیدیم جعاوله، روستایی از توابع بخش مرکزی شهرستان اهواز در استان خوزستان ایران است این روستا به احترام سید یدیم که بزرگ خاندان سادات جعاوله است نامگذاری شده‌است. ساکنان این مکان از تیرهٔ سادات جعاوله هستند و نسب آن‌ها به زید بن علی بن الحسین می‌رسد.
از جاذبه‌های گردشگری آن می توان به صافن یا تالاب سید یدیم و رود دز اشاره کرد.

## جمعیت
این روستا در دهستان الهایی قرار دارد و براساس سرشماری مرکز آمار ایران در سال ۱۳۹۵، جمعیت آن ۱۵۱ نفر (۴۱خانوار) بوده‌است.